# Tristán Dávila
Tristán Dávila (La Rioja, Argentina, 1814 - Famatina, Provincia de La Rioja, mayo de 1867) fue un militar y político argentino, líder del partido unitario de la provincia de La Rioja durante la época de las guerras civiles argentinas.

## Inicios
Era hijo de Miguel Dávila, que murió en la batalla de El Puesto, del año 1823, en duelo personal con el caudillo federal Facundo Quiroga. La caída en desgracia de la familia Dávila obligó a su emigración a la provincia de Salta
En 1830 se enroló en un regimiento de lanceros organizado por el gobernador Rudecindo Alvarado, que no llegó a participar activamente en la guerra civil a favor de la Liga del Interior. Regresó a La Rioja en 1834, bajo la protección del gobernador Hipólito Tello, y formó en las filas del ejército provincial en la época del caudillo Tomás Brizuela.
En 1840 era teniente coronel e hizo a órdenes del general Lamadrid la campaña de Córdoba. Acompañó a Lavalle en su campaña riojana, y a Mariano Acha en la campaña de Cuyo. Combatió en las batallas de Angaco y Rodeo del Medio y terminó exiliado en Chile.

## Dávila y Peñaloza, de aliados a enemigos
Acompañó la campaña del Chacho Peñaloza del año 1842, recorriendo La Rioja y el noroeste, como su segundo jefe. Tras algunas victorias, fueron derrotados por Nazario Benavídez en la batalla de Manantial y tras una segunda derrota en los Llanos de la Rioja, huyeron a Chile. Desde allí intentaron una segunda campaña en 1844, pero fueron desarmados por el gobierno chileno.
Regresó a La Rioja después de la batalla de Caseros, siendo incorporado al ejército provincial y reconocido como coronel de la Confederación Argentina en 1856. Fue nombrado comandante de los departamentos de Famatina y Vinchina. Tras algunos conflictos con Peñaloza, comandante de armas de la provincia, terminó retirado del ejército.
Después de la batalla de Pavón, al ser invadido el interior federal por los porteños, el general Wenceslao Paunero lo ganó para la causa unitaria, nombrándolo comandante de armas de La Rioja para secundar el gobierno de Domingo Antonio Villafañe. Pero solo tenía poder efectivo en la ciudad, ya que el resto de la provincia respondía al Chacho. Este ocupó la capital provincial en febrero de 1862, mientras los unitarios, con el apoyo del coronel Arredondo desde Catamarca, se sostenían en el norte de la provincia. Mientras tanto, el Chacho fue vencido en los Llanos y obligado a entregarle la ciudad al enemigo. Derrotó un nuevo avance, dirigido por el caudillo puntano Juan Gregorio Puebla, y siguió participando de la complicada guerra civil, que sólo comenzó a ceder con el asesinato de Peñaloza.

## La Revolución de los Colorados
Fue gobernador delegado de Julio Campos durante el tiempo en que este llevó el aporte militar riojano a la Guerra del Paraguay, desde mediados de 1865 a junio de 1866. Repelió las rebeliones acaudilladas por Juan Bernardo Carrizo y Aurelio Zalazar en los Llanos, y ordenó el fusilamiento del primero.
Al estallar la Revolución de los Colorados en los últimos meses de 1866, Dávila seguía siendo comandante de armas de la provincia, y pasó a depender del general Antonino Taboada. No participó de la victoria de este sobre Felipe Varela en la batalla de Pozo de Vargas, porque estaba tratando de reorganizar las fuerzas leales al gobierno nacional en el departamento Famatina. Justamente hacia allí se dirigieron los federales derrotados. Fue herido en un combate menor, y llevado a Famatina. Pero el pueblo fue tomado por los federales pocos días más tarde.
Fue fusilado en Famatina en mayo de 1867, por orden de Felipe Varela.